# Severní Korea na letních olympijských hrách
Severní Korea na letních olympijských hrách startuje od roku 1972 s výjimkou ročníků 1984, 1988 (z politických důvodů) a 2020 (kvůli obavám z pandemie). Toto je přehled účastí, medailového zisku a vlajkonošů na dané sportovní události.

## Účast na Letních olympijských hrách
| Dějiště LOH            | LOH      | Vlajkonoš                                      | Zlatá medaile | Stříbrná medaile | Bronzová medaile | Celkem |
| ---------------------- | -------- | ---------------------------------------------- | ------------- | ---------------- | ---------------- | ------ |
| 1972 Mnichov           | LOH 1972 | Man-Dok Kim                                    | 1             | 1                | 3                | 5      |
| 1976 Montréal          | LOH 1976 | nikdo                                          | 1             | 1                | 0                | 2      |
| 1980 Moskva            | LOH 1980 | nikdo                                          | 0             | 3                | 2                | 5      |
| 1984 Los Angeles       | 1984     | –                                              | –             | –                | –                | –      |
| 1988 Soul              | 1988     | –                                              | –             | –                | –                | –      |
| 1992 Barcelona         | LOH 1992 | nikdo                                          | 4             | 0                | 5                | 9      |
| 1996 Atlanta           | LOH 1996 | Ra-U Chae                                      | 2             | 1                | 2                | 5      |
| 2000 Sydney            | LOH 2000 | Jung-Chul Pak                                  | 0             | 1                | 3                | 4      |
| 2004 Athény            | LOH 2004 | Song-Ho Kim                                    | 0             | 4                | 1                | 5      |
| 2008 Peking            | LOH 2008 | Mun-Il Pang                                    | 2             | 1                | 3                | 6      |
| 2012 Londýn            | LOH 2012 | Pak Song-Čol                                   | 4             | 0                | 2                | 6      |
| 2016 Rio de Janeiro    | LOH 2016 | Choe Jon-wi (zahájení) Yun Won-chol (ukončení) | 2             | 3                | 2                | 7      |
| 2020 Tokio             | 2020     | –                                              | –             | –                | –                | –      |
| 2024 Paříž             | LOH 2024 |                                                |               | 2                |                  | 2      |
| Celkem                 | 10       |                                                | 16            | 17               | 23               | 56     |
| Zdroj na Olympedia.org |          |                                                |               |                  |                  |        |

## Společná korejská vlajka

Společná vlajka obou Korejí
Poměr stran: 2:3

Na letních olympijských hrách v Sydney (Austrálie, 2000) a v Aténách (Řecko, 2004) byla použita společná korejská vlajka, tvořená modrou siluetou Korejského poloostrova na bílém pozadí.